# Масаи, Линет
Линет Чепквемой Масаи — кенийская легкоатлетка,  бегунья на длинные дистанции. Чемпионка мира 2009 года на дистанции 10 000 метров.
Линет родилась в небольшой деревне Бугаа, недалеко от города Капсоквони. Является четвёртым ребёнком из десяти. С детства была приучена к тяжёлому труду на огороде и ферме. Училась в начальной школе города Капсагом, а затем в средней школе Bishop Okiring. Вместе со своим старшим братом Мозесом Масаи является кумиром и образом для подражания для местной молодёжи.
Главным кумиром Линет был её дядя Бен Джипчо — серебряный призёр олимпийских игр 1972 года на дистанции 3000 метров с/п. Вдохновлённая успехами старшего брата и дяди, она начала профессиональную карьеру в 2005 году. На чемпионате Кении 2012 года заняла 7-е место в беге на 5000 метров и потому не смогла попасть в олимпийскую сборную.
Победительница пробега Great Manchester Run 2012 года.
После дисквалификации Эльвин Абейлегессе из-за нарушения антидопинговых правил, стала обладательницей бронзовой медали Олимпийских игр 2008 года на дистанции 10 000 метров.

## Достижения
| Год  | Соревнования                      | Город        | Место | Дистанция     |
| ---- | --------------------------------- | ------------ | ----- | ------------- |
| 2007 | Чемпионат мира по кроссу          | Момбаса      | 1-е   | —             |
| 2007 | Всемирный легкоатлетический финал | Штутгарт     | 4-е   | 3000 метров   |
| 2007 | Всемирный легкоатлетический финал | Штутгарт     | 4-е   | 5000 метров   |
| 2008 | Чемпионат мира по кроссу          | Эдинбург     | 3-е   | —             |
| 2008 | Чемпионат мира по кроссу          | Эдинбург     | 2-е   | Команда       |
| 2008 | Олимпийские игры                  | Пекин        | 4-е   | 10 000 метров |
| 2008 | Всемирный легкоатлетический финал | Штутгарт     | 5-е   | 3000 метров   |
| 2008 | Всемирный легкоатлетический финал | Штутгарт     | 4-е   | 5000 метров   |
| 2009 | Чемпионат мира по кроссу          | Амман        | 2-е   | —             |
| 2009 | Чемпионат мира по кроссу          | Амман        | 1-е   | Команда       |
| 2009 | Чемпионат мира                    | Берлин       | 1-е   | 10 000 метров |
| 2010 | Чемпионат мира по кроссу          | Быдгощ       | 2-е   | —             |
| 2010 | Чемпионат мира по кроссу          | Быдгощ       | 1-е   | Команда       |
| 2011 | Чемпионат мира по кроссу          | Пунта-Умбриа | 2-е   | —             |
| 2011 | Чемпионат мира по кроссу          | Пунта-Умбриа | 1-е   | Команда       |
| 2011 | Чемпионат мира                    | Тэгу         | 3-е   | 10 000 метров |